# تویوتومی هیده‌تسوگو
تویوتومی هیده‌تسوگو (به ژاپنی: 豊臣 秀次 Toyotomi Hidetsugu) (۱۵۶۸ – ۱۵ ژوئیه ۱۵۹۵) خواهرزادهٔ تویوتومی هیده‌یوشی بود و در دوره سنگوکو در قرن شانزدهم میلادی در ژاپن زندگی می‌کرد.
در سال ۱۵۹۰ میلادی هیده‌یوشی پسر و جانشین خود بنام تسوروماتسو را در سن خردسالی به علت مرگ او از دست داد و چون پسر دیگری نداشت، هیده‌تسوگو را به عنوان جانشین خود برگزید. در سال ۱۵۹۳ همسر هیده‌یوشی یودو-دونو پسری به نام تویوتومی هیده‌یوری به دنیا آورد و به این ترتیب هیده‌تسوگو عنوان جانشینی خود را از دست داد.
سرانجام در سال ۱۵۹۵ هیده‌تسوگو متهم به توطئه برای انجام کودتا شده و مجبور به خودکشی شد.

## ارزیابی تاریخی
اووادا تتسوئو از تاریخ‌دانانی است که شدیداً نظریه قتل هیده‌تسوگو را به علت سوءرفتاری و خشونت شخصی وی را رد انکار و می‌کند او عنوان می‌کند، که شایعات و حکایات زیادی برای توضیح قتل وی بعد از مرگش ایجاد شده‌است. تاریخدان دیگر ژاپنی تاداگوچی کاتسوهیرو درحالی‌که نظریه بزهکاری هیده‌تسوگو را انکار نمی‌کند، خاطرنشان می‌کند که این ایده می‌تواند با ایده قصاص الهی بر اساس اندیشه‌های مذهبی مردم پدید آمده باشد.